# Høje-Taastrup
Høje-Taastrup est une municipalité du département de Copenhague, dans l'est de l'île de Sjælland au Danemark.
La commune possède un musée consacré à l'astronome Ole Rømer.

## Personnalités
- Sören Lerby, footballeur danois